# José Vicente Álvarez Perera
José Vicente Álvarez Perera (Oviedo, 1789 - Valladolid, 1854) fue un escritor y militar español. Estudió la carrera de derecho. Carlista decidido, fue auditor de guerra del pretendiente Carlos María Isidro de Borbón durante toda la Primera Guerra Carlista. No aceptó el Convenio de Vergara, por lo que emigró a Francia, viviendo en Clermont, hasta que se regresó a Valladolid, donde había ejercido su profesión de abogado y diferentes cargos. Es autor de diferentes Poesías y Comedias. Ridiculizando las instituciones liberales, compuso el Calendario del año de 1823 para la ciudad de Oviedo. Escribió también Palabras de un Cristiano, libro muy notable que fue traducido al francés y su autor condecorado con la cruz de Carlos III, y Ciencia de la vida ó recreaciones morales en verso.

## Obras
- Calendario del año de 1823 para la ciudad de Oviedo: dispuesto por el observatorio ultra-pirenaico y arreglado á las beatificaciones y canonizaciones hechas por la gran Junta de Oriente
- Palabras de un cristiano (1839)
- Ciencia de la vida ó recreaciones morales en verso